# Tiro libero (film)
Tiro libero è un film del 2017 diretto da Alessandro Valori.
TRAMA:
Dario Lanciotti è un cestista professionista, tanto talentuoso quanto arrogante e strafottente. Si allena poco e male, coi compagni non va sempre tutto bene, ma sul parquet è inarrestabile. Nella vita di tutti i giorni, Dario è primogenito di una famiglia benestante, che l'ha viziato e coccolato tutta la vita, ma che all'ennesima bravata decide di non giustificarlo più e spingerlo affrontare quella che sarà una sfida che gli lascerà una grande lezione di umanità. Dario viene condannato a dei lavori socialmente utili in un'associazione a sostegno delle persone con disabilità e diventa allenatore di una squadra di ragazzini, giocatori di basking. Dapprima svogliato e inaffidabile, dario cambia totalmente il suo modo di vedere e fare quando si innamora perdutamente di Isabella, una delle educatrici volontarie dell'associazione. 